# 淮阴工学院江淮学院
淮阴工学院江淮学院，是淮阴工学院举办的普通全日制本科公有民办二级学院。

## 历史
- 2002年，批准成立，为公有民办二级学院。
- 2014年起停止招生。

## 专业设置[2]
- 机械设计制造及其自动化专业
- 电气工程及其自动化专业
- 土木工程专业
- 生物工程专业
- 国际经济与贸易专业
- 财务管理专业
- 会计学专业
- 计算机科学与技术专业
- 物流工程专业
- 英语（商务英语）专业
- 车辆工程专业
- 艺术设计专业（视觉传达设计）